# Nicolas Folmer
Nicolas Folmer (Albertville, 26 ottobre 1976) è un trombettista, compositore e direttore d'orchestra francese.

## Biografia
Al suo arrivo a Parigi, Nicolas Folmer si dedica agli studi di tromba e di composizione presso il Conservatorio Nazionale di Musica. Si unisce successivamente alla National Jazz Orchestra nel ruolo di solista, sotto la direzione del direttore d'orchestra Didier Levallet.
La sua carriera non si caratterizza solo per le collaborazioni con diversi artisti di jazz, ma anche per la co-fondazione prima del gruppo NoJazz (in cui il genere jazz è unito alla musica elettronica) e in seguito della Paris Jazz Big Band nel 1998, creata insieme al sassofonista Pierre Bertrand con il quale compone e registra diversi album, ottenendo un Djangodor prima nel 2004 e successivamente nel 2005. Nello stesso anno, l'orchestra partecipa e si esibisce alla cerimonia dei Premi César.
A Nicolas Folmer viene anche riconosciuto il merito di essersi impegnato nell'introduzione e promozione di numerosi nuovi festival di jazz in tutta la Francia, principalmente grazie al sostegno da parte dell'associazione "Jazz au pays" e alla collaborazione con SPEDIDAM (Société de perception et de distribution des droits des artistes-interprètes).
Festival di questo genere rappresentano spesso un'occasione per accogliere artisti internazionali come Ahmad Jamal, Richard Galliano, Manu Katché, Robin McKelle, Rosario Giuliani, André Ceccarelli, Marcus Miller o Herbie Hancock.
Ricordiamo in particolare:
- nel 2010, il Saveurs Jazz Festival[6] di Segré;
- nel 2011, il Wolfi Jazz Festival[7] a Wolfisheim;
- nel 2012, il Ferté Jazz Festival[8] a La Ferté-sous-Jouarre
- nel 2014, l'Albertville Jazz Festival[9] ad Albertville.

A partire dal 2004 Nicolas Folmer si dedica all'insegnamento di educazione artistica al conservatorio di Tolone dove insegna tromba, scrittura, improvvisazione e lavoro di gruppo.

## Stili
La sua ispirazione musicale è vasta, a partire dall'unione tra jazz e world music (balletto jazz e flamenco sol y luna o musica latina) al jazz moderno, spesso definito come un genere libero ed energico.
Attraverso le sue esibizioni, Folmer dimostra di possedere una grande padronanza tecnica e le sue composizioni testimoniano una grande abilità sia nell'armonia che nella scrittura. Grazie al suo lavoro, oggi è riconosciuto come un solista di jazz moderno.

## Premi
- 1994: Primo premio per tromba e DFS (Diploma di istruzione superiore) nel dipartimento jazz del CNSM;
- 1998: Primo premio per la formazione avanzata di composizione nel dipartimento jazz del CNSM;
- 2011: Chevalier des Arts et des Lettres[13], riconoscimento assegnato da Frédéric Mitterrand;
- 2005: Djangodor per l'album Io come Icaro;
- 2005: Djangodor per la co-direzione della Big Band Jazz di Parigi (Album Paris 24H);
- 2005: Victoires de la Musique, categoria rivelazione strumentale francese dell'anno, premio Frank Ténot, per la co-direzione della Big Band Jazz di Parigi, con Pierre Bertrand.

## Discografia

### NoJazz
- 2002: NoJazz, Warner Music

### Paris Jazz Big Band
- 2001: Mediterràneo, Cristal Records ( **** Jazzman )
- 2001: À suivre!, Cristal Records ( **** Jazzman)
- 2004: Paris 24h Live, Cristal Records ( ffff Télérama, **** Jazzman, 2005 premio jazz nella categoria rivelazione strumentale francese dell'anno (Premio Frank Ténot), Djangodor 2005 nella categoria musicista confermato[14] ).
- 2009: The Big Live, Cristal Records (3 CD, live a Trabendo) ( "shock" Jazzman )
- 2012: Source(s), Cristal Records

### Nicolas Folmer Band
- 2004: I comme Icare, Cristal Records ( ffff Télérama, *** Jazzman, Djangodor 2005 nella nuova categoria talenti[14])
- 2006: Fluide, Cristal Records ( fff Télérama, **** Jazzman )
- 2008: Nicolas Folmer interpreta Michel Legrand, Cristal Records
- 2010: Off the Beaten Tracks, vol. 1 - Nicolas Folmer incontra Bob Mintzer ( Live au Duc des Lombards), Cristal Records
- 2012: Lights - Progetto Nicolas Folmer e Daniel Humair, Cristal Records
- 2014: Sphere, Cristal Records, Cristal Records ( ffff Télérama, **** Jazzman, selezione Jazz News)
- 2015: Horny Tonky, Cristal Records ( **** Jazzman)
- 2016: The Horny Tonky Experience, Cristal Records ( fff Télérama )
- 2019: So Miles, Cristal Records (Choc Jazz Magazine, Must TSF Jazz, Hit Couleurs Jazz)

## Collaborazioni
Nicolas Folmer ha collaborato con molti artisti nel corso della sua carriera e ha partecipato ad alcune registrazioni nel ruolo di solista (elenco non esaustivo).
- 1996: George Russel, It's About Time, Living Time Orchestra
- 1998: Didier Levallet (Dir.), ONJ Express, Evidence (National Jazz Orchestra)
- 1999: Didier Levallet (Dir.), Sequences, Evidence (National Jazz Orchestra)
- 2000: Didier Levallet (Dir.), Deep Feelings, Evidence - Frémeaux & Associés (National Jazz Orchestra)
- 2000: Paco Sery, Voyages
- 2000: Henri Salvador, Chambre avec vue
- 2000: Natalie Cole, Festival Jazz Juan-les-Pins di Antibes
- 2000: Charles Aznavour, Aznavour 2000
- 2000: Paul Staïcu, Valah
- 2000: Claude Nougaro, Embarquement immédiat
- 2000: Marc Durst, Midnight Jazz
- 2001: Pibo Marquez, Afropolitanos
- 2001: Booster, Loop in Release
- 2002: Dee Dee Bridgewater, This Is New (in tournée internazionale sul suo progetto Kurtweil "This is new"[15])
- 2002: Pascal Diez, In Extremis
- 2002: Diana Krall, Live in Paris
- 2002: Stéphane Huchard, Toutakoosticks
- 2002: Bertrand Lajudie, Watercolours
- 2002: Dee Dee Bridgewater, canta Kurt Weill - Live At North Sea Jazz
- 2003: Nana Mouskouri, Nana Swings
- 2003: Meddy Gerville, Sobat 'ek lamour
- 2003: Pablo Gil, Major Delights
- 2003: André Ceccarelli, Live The Night of the musicians with the Paris Jazz Big Band [archivio]
- 2003: Charles Aznavour, Je Voyage
- 2004: Wynton Marsalis, Jazz in Marciac / Big Band [archivio]
- 2005: Marc Durst, Hi-fi pop singers
- 2006: Tempo Forte, Ya Nos Veremos
- 2007: Roger Kemp Biwandu, influences
- 2007: Jose Le Gall, Electro Swing Lady
- 2009: René Urtreger, 75
- 2009: Roger Kemp Biwandu, da Palmer
- 2010: Laurent Cugny, Cloud Tectonics
- 2011: Julian Getreau, Paper Planes
- 2011: Fréderic Couderc, Coudophonie
- 2011: Janysett McPherson, Tres Almas
- 2011: Marc Thomas, Shining Hours
- 2012: Florence Grimal, Sur les pas de Bill Evans
- 2012: Philomène Irawaddy, Luxembourg!
- 2012: Sylvain Beuf, Electric Excentric
- 2013: André Ceccarelli, Twelve years ago
- 2013: Pierre Boussaguet, Mother land quartet
- 2015: Jean-Loup Longnon, Just in time
- 2015: Agathe Icacema, Feeling Alive
- 2016: Lucky Peterson ospite Wynton Marsalis - Live from Jazz in Marciac
- 2017: Lucky Peterson, omaggio a Jimmy Smith